# كرال (حديبو)

تعديل مصدري - تعديل

كرال هي إحدى قرى مديرية حديبو التابعة لمحافظة سقطرى، بلغ تعداد سكانها 25 نسمة حسب تعداد اليمن لعام 2004.